# Polarkoordinaten

Ein Polargitter verschiedener Winkel mit Grad-Angaben

In der Mathematik und Geodäsie versteht man unter einem Polarkoordinatensystem (auch: Kreiskoordinatensystem) ein zweidimensionales Koordinatensystem, in dem jeder Punkt in einer Ebene durch den Abstand von einem vorgegebenen festen Punkt und durch den Winkel zu einer festen Richtung festgelegt wird.
Der feste Punkt wird als Pol bezeichnet; er entspricht dem Ursprung bei einem kartesischen Koordinatensystem. Der vom Pol in der festgelegten Richtung ausgehende Strahl heißt Polarachse. Der Abstand vom Pol wird meist mit {\displaystyle r} oder {\displaystyle \rho } bezeichnet und heißt Radius oder Radialkoordinate, der Winkel wird mit {\displaystyle \varphi } oder {\displaystyle \theta } bezeichnet und heißt Winkelkoordinate, Polarwinkel, Azimut oder Argument.
Polarkoordinaten bilden einen Spezialfall von orthogonalen Koordinaten. Sie sind hilfreich, wenn sich das Verhältnis zwischen zwei Punkten leichter durch Winkel und Abstände beschreiben lässt, als dies mit {\displaystyle x}- und {\displaystyle y}-Koordinaten der Fall wäre. In der Geodäsie sind Polarkoordinaten die häufigste Methode zur Einmessung von Punkten (Polarmethode). In der Funknavigation wird das Prinzip oft als „Rho-Theta“ (für Distanz- und Richtungsmessung) bezeichnet.
In der Mathematik wird die Winkelkoordinate im mathematisch positiven Drehsinn (Gegenuhrzeigersinn) gemessen. Wird gleichzeitig ein kartesisches Koordinatensystem benutzt, so dient in der Regel dessen Koordinatenursprung als Pol und die {\displaystyle x}-Achse als Polarachse. Die Winkelkoordinate wird also von der {\displaystyle x}-Achse aus in Richtung der {\displaystyle y}-Achse gemessen. In der Geodäsie und in der Navigation wird das Azimut von der Nordrichtung aus im Uhrzeigersinn gemessen.
Polarkoordinatenpapier ist mit einem Polarkoordinatensystem bedruckt.

## Geschichte
Die Begriffe Winkel und Radius wurden bereits von den Menschen des Altertums im ersten Jahrtausend vor Christus verwendet. Der griechische Astronom Hipparchos (190–120 v. Chr.) erstellte eine Tafel von trigonometrischen Sehnenfunktionen, um die Länge der Sehne für die einzelnen Winkel zu finden. Mit Hilfe dieser Grundlage war es ihm möglich, die Polarkoordinaten zu nutzen, um damit die Position bestimmter Sterne festlegen zu können.
Sein Werk umfasste jedoch nur einen Teil des Koordinatensystems.
In seiner Abhandlung Über Spiralen beschreibt Archimedes eine Spirallinie mit einer Funktion, deren Radius sich abhängig von seinem Winkel ändert.
Die Arbeit des Griechen umfasste jedoch noch kein volles Koordinatensystem.
Es gibt verschiedene Beschreibungen, um das Polarkoordinatensystem als Teil eines formalen Koordinatensystems zu definieren. Die gesamte Historie zu diesem Thema wird in dem Aufsatz Origin of Polar Coordinates (Ursprung der Polarkoordinaten) des Harvard-Professors Julian Coolidge zusammengefasst und erläutert.
Demnach führten Grégoire de Saint-Vincent und Bonaventura Cavalieri diese Konzeption unabhängig voneinander in der Mitte des 17. Jahrhunderts ein. Saint-Vincent schrieb im Jahre 1625 auf privater Basis über dieses Thema und veröffentlichte seine Arbeit 1647, während Cavalieri seine Ausarbeitung 1635 veröffentlichte, wobei eine korrigierte Fassung 1653 erschien. Cavalieri benutzte Polarkoordinaten anfangs, um ein Problem in Bezug auf die Fläche der Archimedischen Spirale zu lösen. Etwas später verwendete Blaise Pascal Polarkoordinaten, um die Länge von parabolischen Winkeln zu berechnen.
In dem Werk Method of Fluxions (Fluxionsmethode) (geschrieben 1671, veröffentlicht 1736) betrachtet Sir Isaac Newton die Transformation zwischen Polarkoordinaten, auf die er sich als „Seventh Manner; For Spirals“, (Siebte Methode; Für Spiralen) bezog, und neun anderen Koordinatensystemen.
Es folgte Jacob Bernoulli, der in der Fachzeitschrift Acta Eruditorum (1691) ein System verwendete, das aus einer Geraden und einem Punkt auf dieser Geraden bestand, die er Polarachse bzw. Pol nannte. Die Koordinaten wurden darin durch den Abstand von dem Pol und dem Winkel zu der Polarachse festgelegt.
Bernoullis Arbeit reichte bis zu der Formulierung des Krümmungskreises von Kurven, die er durch die genannten Koordinaten ausdrückte.
Der heute gebräuchliche Begriff Polarkoordinaten wurde von Gregorio Fontana schließlich eingeführt und in italienischen Schriften des 18. Jahrhunderts verwendet.
Im Folgenden übernahm George Peacock im Jahre 1816 diese Bezeichnung in die englische Sprache, als er die Arbeit von Sylvestre Lacroix Differential and Integral Calculus (Differential und Integralberechnung) in seine Sprache übersetzte.
Alexis-Claude Clairaut hingegen war der erste, der über Polarkoordinaten in drei Dimensionen nachdachte, deren Entwicklung jedoch erst dem Schweizer Mathematiker Leonhard Euler gelang.

## Polarkoordinaten in der Ebene: Kreiskoordinaten

### Definition
Die Polarkoordinaten eines Punktes in der euklidischen Ebene (ebene Polarkoordinaten) werden in Bezug auf einen Koordinatenursprung (einen Punkt der Ebene) und eine Richtung (einen im Koordinatenursprung beginnenden Strahl) angegeben.
Das Polarkoordinatensystem ist dadurch eindeutig festgelegt, dass ein ausgezeichneter Punkt, auch Pol genannt, den Ursprung/Nullpunkt des Koordinatensystems bildet.
Ferner wird ein von ihm ausgehender Strahl als sogenannte Polachse ausgezeichnet. Letztlich muss noch eine Richtung (von zwei möglichen), die senkrecht zu dieser Polachse ist, als positiv definiert werden, um den Drehsinn / die Drehrichtung / die Orientierung festzulegen.
Nun lässt sich ein Winkel, der Polarwinkel, zwischen einem beliebigen Strahl, der durch den Pol geht, und dieser ausgezeichneten Polachse definieren.
Er ist nur bis auf ganzzahlige Umdrehungen um den Pol eindeutig, unabhängig davon, was als Winkelmaß für ihn gewählt wird. Auf der Polachse selbst erfolgt noch eine beliebige, aber feste Skalierung, um die radiale Einheitslänge zu definieren. Nun kann jedem Paar {\displaystyle (r,\phi )\in \mathbb {R} _{0}^{+}\times \mathbb {R} } ein Punkt der Ebene eindeutig zugeordnet werden, wobei man die erste Komponente als radiale Länge und die zweite als polaren Winkel ansieht. Solch ein Zahlenpaar bezeichnet man als (nicht notwendigerweise eindeutige) Polarkoordinaten eines Punktes in dieser Ebene.

Ebene Polarkoordinaten (mit Winkelangaben in Grad) und ihre Transformation in kartesische Koordinaten
Die Koordinate {\displaystyle r}, eine Länge, wird als Radius (in der Praxis auch als Abstand) und die Koordinate {\displaystyle \phi } als (Polar)winkel oder, in der Praxis (gelegentlich) auch als Azimut bezeichnet.
In der Mathematik wird meistens der Winkel im Gegenuhrzeigersinn als positiv definiert, wenn man senkrecht von oben auf die Ebene (Uhr) schaut. Also geht die Drehrichtung von rechts nach oben (und weiter nach links). Als Winkelmaß wird dabei der Radiant als Winkeleinheit bevorzugt, weil es dann analytisch am elegantesten zu handhaben ist. Die Polarachse zeigt in grafischen Darstellungen des Koordinatensystems typischerweise nach rechts.

### Umrechnung zwischen Polarkoordinaten und kartesischen Koordinaten

#### Umrechnung von Polarkoordinaten in kartesische Koordinaten
Wenn man ein kartesisches Koordinatensystem mit gleichem Ursprung wie das Polarkoordinatensystem, dabei die {\displaystyle x}-Achse in der Richtung der Polarachse, und schließlich die positive {\displaystyle y}-Achse in Richtung des positiven Drehsinnes wählt – wie in der Abbildung oben rechts dargestellt –, so ergibt sich für die kartesischen Koordinaten {\displaystyle x} und {\displaystyle y} eines Punktes:
{\displaystyle x=r\cos \varphi }
{\displaystyle y=r\sin \varphi .}
Mit komplexen Zahlen und komplexwertigen Funktionen lässt sich dies schreiben als
{\displaystyle x+iy=r\exp(i\varphi ).}

#### Umrechnung von kartesischen Koordinaten in Polarkoordinaten
Die Umrechnung von kartesischen Koordinaten in Polarkoordinaten ist etwas schwieriger, weil man mathematisch gesehen dabei immer auf eine (nicht den gesamten Wertebereich des Vollwinkels umfassende) trigonometrische Umkehrfunktion angewiesen ist.
Zunächst kann aber der Radius {\displaystyle r} mit dem Satz des Pythagoras einfach wie folgt berechnet werden:
{\displaystyle r={\sqrt {x^{2}+y^{2}}}}
Bei der Bestimmung des Winkels {\displaystyle \varphi } müssen zwei Besonderheiten der Polarkoordinaten berücksichtigt werden:
- Für {\displaystyle r=0} ist der Winkel {\displaystyle \varphi } nicht eindeutig bestimmt, sondern könnte jeden beliebigen reellen Wert annehmen. Für eine eindeutige Transformationsvorschrift wird er häufig zu 0 definiert. Die nachfolgenden Formeln sind zur Vereinfachung ihrer Herleitung und Darstellung unter der Voraussetzung {\displaystyle r\neq 0} angegeben.
- Für {\displaystyle r\neq 0} ist der Winkel {\displaystyle \varphi } nur bis auf ganzzahlige Vielfache von {\displaystyle 2\pi } bestimmt, da die Winkel {\displaystyle \varphi } und {\displaystyle \varphi +2\pi k} (für {\displaystyle k\in \mathbb {Z} }) den gleichen Punkt beschreiben. Zum Zwecke einer einfachen und eindeutigen Transformationsvorschrift wird der Winkel {\displaystyle \varphi } auf ein halboffenes Intervall der Länge {\displaystyle 2\pi } beschränkt. Üblicherweise werden dazu je nach Anwendungsgebiet die Intervalle {\displaystyle (-\pi ,\pi ]} oder {\displaystyle [0,2\pi )} gewählt.

Für die Berechnung von {\displaystyle \varphi } kann jede der Gleichungen
{\displaystyle \cos \varphi ={\frac {x}{r}};\quad \sin \varphi ={\frac {y}{r}};\quad \tan \varphi ={\frac {y}{x}}}
benutzt werden. Allerdings ist der Winkel dadurch nicht eindeutig bestimmt, auch nicht im Intervall {\displaystyle (-\pi ,\pi ]} oder {\displaystyle [0,2\pi )}, weil keine der drei Funktionen {\displaystyle \sin }, {\displaystyle \cos } und {\displaystyle \tan } in diesen Intervallen injektiv ist. Die letzte Gleichung ist außerdem für {\displaystyle x=0} nicht definiert. Deshalb ist eine Fallunterscheidung nötig, die davon abhängt, in welchem Quadranten sich der Punkt {\displaystyle (x,y)} befindet, das heißt von den Vorzeichen von {\displaystyle x} und {\displaystyle y}.
Mit komplexen Zahlen und komplexwertigen Funktionen lässt sich die Transformation schreiben als
{\displaystyle \ln(r)+i\varphi =\ln(x+iy).}

##### Berechnung des Winkels im Intervall (−π, π] bzw. (−180°,180°]
Mit Hilfe des Arkustangens kann {\displaystyle \varphi } wie folgt im Intervall {\displaystyle (-\pi ,\pi ]} bzw. {\displaystyle (-180^{\circ },180^{\circ }]} bestimmt werden:
{\displaystyle \varphi ={\begin{cases}\arctan {\frac {y}{x}}&\mathrm {f{\ddot {u}}r} \ x>0\\\left(\arctan {\frac {y}{x}}\right)+\pi &\mathrm {f{\ddot {u}}r} \ x<0,\ y\geq 0\\\left(\arctan {\frac {y}{x}}\right)-\pi &\mathrm {f{\ddot {u}}r} \ x<0,\ y<0\\+\pi /2&\mathrm {f{\ddot {u}}r} \ x=0,\ y>0\\-\pi /2&\mathrm {f{\ddot {u}}r} \ x=0,\ y<0\\\end{cases}}}
Einige Programmiersprachen (so zuerst Fortran 77) und Anwendungsprogramme (etwa Microsoft Excel) bieten eine Arkustangens-Funktion {\displaystyle \operatorname {arctan2} (x,y)} mit zwei Argumenten an, welche die dargestellten Fallunterscheidungen intern berücksichtigt und {\displaystyle \varphi } für beliebige Werte von {\displaystyle x} und {\displaystyle y} berechnet.
Zum selben Ergebnis kommt man, wenn man den Punkt {\displaystyle (x,y)} in der kartesischen Ebene als komplexe Zahl {\displaystyle z=x+\mathrm {i} y} auffasst und den Winkel
{\displaystyle \varphi =\arg(z)=\Im (\ln z)}
mittels der Argument-Funktion {\displaystyle \arg } berechnet oder den Imaginärteil des Logarithmus von {\displaystyle z} nimmt.
Mit Hilfe des Arkuskosinus kommt man mit nur zwei Fallunterscheidungen aus:
{\displaystyle \varphi ={\begin{cases}+\arccos {\frac {x}{r}}&\mathrm {f{\ddot {u}}r} \ y\geq 0\\-\arccos {\frac {x}{r}}&\mathrm {f{\ddot {u}}r} \ y<0\end{cases}}}
Durch Ausnutzen der Tatsache, dass in einem Kreis ein Mittelpunktswinkel stets doppelt so groß ist wie der zugehörige Umfangswinkel, kann das Argument {\displaystyle \varphi } auch mit Hilfe der Arkustangens-Funktion mit weniger Fallunterscheidungen berechnet werden:
{\displaystyle \varphi ={\begin{cases}2\arctan {\frac {y}{r+x}}&\mathrm {f{\ddot {u}}r} \ r+x\neq 0\\\pi &\mathrm {f{\ddot {u}}r} \ r+x=0\end{cases}}}

##### Berechnung des Winkels im Intervall [0, 2π) bzw. [0, 360°)
Die Berechnung des Winkels {\displaystyle \varphi '} im Intervall {\displaystyle [0,2\pi )} bzw. {\displaystyle [0^{\circ },360^{\circ })} kann im Prinzip so durchgeführt werden, dass der Winkel zunächst wie vorstehend beschrieben im Intervall {\displaystyle (-\pi ,\pi ]} berechnet wird und, nur falls er negativ ist, noch um {\displaystyle 2\pi } vergrößert wird:
{\displaystyle \varphi '={\begin{cases}\varphi +2\pi &\mathrm {falls} \ \varphi <0\\\varphi &\mathrm {sonst} \end{cases}}}
Durch Abwandlung der ersten obenstehenden Formel kann {\displaystyle \varphi '} wie folgt direkt im Intervall {\displaystyle [0,2\pi )} bestimmt werden:
{\displaystyle \varphi '={\begin{cases}\arctan {\frac {y}{x}}&\mathrm {f{\ddot {u}}r} \ x>0,\ y\geq 0\\\arctan {\frac {y}{x}}+2\pi &\mathrm {f{\ddot {u}}r} \ x>0,\ y<0\\\arctan {\frac {y}{x}}+\pi &\mathrm {f{\ddot {u}}r} \ x<0\\\pi /2&\mathrm {f{\ddot {u}}r} \ x=0,\ y>0\\3\pi /2&\mathrm {f{\ddot {u}}r} \ x=0,\ y<0\\\end{cases}}}
Die Formel mit dem Arkuskosinus kommt auch in diesem Fall mit nur zwei Fallunterscheidungen aus:
{\displaystyle \varphi '={\begin{cases}\arccos {\frac {x}{r}}&\mathrm {f{\ddot {u}}r} \ y\geq 0\\2\pi -\arccos {\frac {x}{r}}&\mathrm {f{\ddot {u}}r} \ y<0\end{cases}}}

##### Verschiebung des Winkels
Bei geodätischen oder anderen Berechnungen können sich Azimute {\displaystyle \varphi } mit Werten außerhalb des üblichen Intervalls {\displaystyle \varphi _{\text{min}}\leq \varphi <\varphi _{\text{min}}+2\pi } mit der unteren Grenze {\displaystyle \varphi _{\text{min}}=0} (oder auch {\displaystyle \varphi _{\text{min}}=-\pi }) ergeben. Die Gleichung
{\displaystyle \phi =\varphi -2\pi \cdot {\bigl \lfloor }{\frac {\varphi -\varphi _{\text{min}}}{2\pi }}{\bigr \rfloor }}
verschiebt {\displaystyle \varphi } in das gewünschte Intervall, sodass also {\displaystyle \phi \in \left[\varphi _{\text{min}},\,\varphi _{\text{min}}+2\pi \right)} gilt. Dabei ist {\displaystyle x\mapsto \lfloor x\rfloor } die zur nächsten Ganzzahl abrundende Floor-Funktion, {\displaystyle \lfloor x\rfloor } also für jedes reelle {\displaystyle x} die größte ganze Zahl, die nicht größer als {\displaystyle x} ist.

### Koordinatenlinien
Die beiden Koordinatenlinien durch den Punkt {\displaystyle (r_{0}\mid \varphi _{0})} mit {\displaystyle r_{0}\neq 0} sind die Kurven
{\displaystyle {\vec {k}}_{1}(r)={\begin{pmatrix}r\cos \varphi _{0}\\r\sin \varphi _{0}\end{pmatrix}},r\in [0,\infty [\quad und\quad {\vec {k}}_{2}(\varphi )={\begin{pmatrix}r_{0}\cos \varphi \\r_{0}\sin \varphi \end{pmatrix}},\varphi \in [0,2\pi [},
also eine Halbgerade, die im Koordinatenursprung beginnt, sowie ein Kreis mit dem Radius {\displaystyle r_{0}} und dem Koordinatenursprung als Mittelpunkt.

### Lokale Basisvektoren und Orthogonalität
In geradlinigen Koordinatensystemen gibt es eine Basis für den gesamten Vektorraum, in krummlinigen muss an jedem Punkt eine lokale Basis berechnet werden. Die lokalen Basisvektoren {\displaystyle \textstyle {\vec {b}}_{1}} und {\displaystyle \textstyle {\vec {b}}_{2}} an einem Punkt sind Tangentenvektoren an die Koordinatenlinien und ergeben sich aus den Kurvengleichungen durch Ableitung nach dem Kurvenparameter. Zum selben Ergebnis gelangt man auch durch partielle Ableitung der Koordinatentransformation für den Ortsvektor {\displaystyle {\vec {r}}}
{\displaystyle {\vec {r}}={\begin{pmatrix}x\\y\end{pmatrix}}={\begin{pmatrix}r\cos \varphi \\r\sin \varphi \end{pmatrix}}}
nach den Koordinaten {\displaystyle r} und {\displaystyle \varphi }:
{\displaystyle {\vec {b}}_{1}={\frac {\partial {\vec {r}}}{\partial r}}={\begin{pmatrix}\cos \varphi \\\sin \varphi \end{pmatrix}}\quad } und {\displaystyle \quad {\vec {b}}_{2}={\frac {\partial {\vec {r}}}{\partial \varphi }}={\begin{pmatrix}-r\sin \varphi \\r\cos \varphi \end{pmatrix}}}.
Die Basisvektoren haben die Längen
{\displaystyle |{\vec {b}}_{1}|={\sqrt {{\vec {b}}_{1}{\vec {b}}_{1}}}=1\quad } und {\displaystyle \quad |{\vec {b}}_{2}|={\sqrt {{\vec {b}}_{2}{\vec {b}}_{2}}}=r}
und sind zueinander orthogonal, denn es gilt:
{\displaystyle {\vec {b}}_{1}{\vec {b}}_{2}=0}.
Die entsprechenden Koordinatenlinien schneiden sich also rechtwinklig, die Polarkoordinaten bilden somit ein orthogonales Koordinatensystem.
In der Tensorrechnung werden die lokalen Basisvektoren, die tangential zu den Koordinatenlinien verlaufen, wegen ihres Verhaltens bei Koordinatentransformationen als kovariant bezeichnet.

### Metrischer Tensor
Die Komponenten des kovarianten metrischen Tensors {\displaystyle g=(g_{ij})} sind die Skalarprodukte der kovarianten lokalen Basisvektoren:
{\displaystyle g_{ij}={\vec {b}}_{i}{\vec {b}}_{j}\quad (i,j\in \{1,2\})}.
Nach den Rechnungen im vorigen Abschnitt ist damit
{\displaystyle g={\begin{pmatrix}1&0\\0&r^{2}\end{pmatrix}}}.

### Funktionaldeterminante
Aus den Umrechnungsformeln von Polarkoordinaten in kartesische Koordinaten {\displaystyle x=r\cos \varphi ,\,y=r\sin \varphi } erhält man für die Funktionaldeterminante als Determinante der Jacobi-Matrix:
{\displaystyle \det J=\det {\frac {\partial (x,y)}{\partial (r,\varphi )}}={\begin{vmatrix}{\frac {\partial x}{\partial r}}&{\frac {\partial x}{\partial \varphi }}\\{\frac {\partial y}{\partial r}}&{\frac {\partial y}{\partial \varphi }}\end{vmatrix}}={\begin{vmatrix}\cos \varphi &-r\sin \varphi \\\sin \varphi &r\cos \varphi \end{vmatrix}}=r\cos ^{2}\varphi +r\sin ^{2}\varphi =r}

### Flächenelement

Flächenelement der Breite und der Höhe in Polarkoordinaten

Mit der Funktionaldeterminante ergibt sich für das Flächenelement in Polarkoordinaten:
{\displaystyle \mathrm {d} A=\mathrm {d} x\,\mathrm {d} y=|J|\,\mathrm {d} r\,\mathrm {d} \varphi =r\,\mathrm {d} r\,\mathrm {d} \varphi }
Wie das nebenstehende Bild zeigt, lässt sich das Flächenelement als ein differentielles Rechteck mit der Breite {\displaystyle r\cdot \mathrm {d} \varphi } und der Höhe {\displaystyle \mathrm {d} r} interpretieren.

### Linienelement
Aus den obigen Transformationsgleichungen
{\displaystyle x=r\cos \varphi }
{\displaystyle y=r\sin \varphi }
folgen
{\displaystyle \mathrm {d} x=\cos \varphi \,\mathrm {d} r-r\,\sin \varphi \,\mathrm {d} \varphi }
{\displaystyle \mathrm {d} y=\sin \varphi \,\mathrm {d} r+r\,\cos \varphi \,\mathrm {d} \varphi }
Für das kartesische Linienelement gilt
{\displaystyle \mathrm {d} s^{2}=\mathrm {d} x^{2}+\mathrm {d} y^{2}\,}
wofür in Polarkoordinaten folgt:
{\displaystyle \mathrm {d} s^{2}=\mathrm {d} r^{2}+r^{2}\,\mathrm {d} \varphi ^{2}}

### Ortsvektor, Geschwindigkeit und Beschleunigung in Polarkoordinaten
Mit den lokalen Basiseinheitsvektoren
{\displaystyle {\vec {e}}_{r}={\begin{pmatrix}\cos \varphi \\\sin \varphi \end{pmatrix}}\quad } und {\displaystyle \quad {\vec {e}}_{\varphi }={\begin{pmatrix}-\sin \varphi \\\cos \varphi \end{pmatrix}}}
ergibt sich für den Ortsvektor {\displaystyle {\vec {r}}}:
{\displaystyle {\vec {r}}={\begin{pmatrix}x\\y\end{pmatrix}}={\begin{pmatrix}r\cos \varphi \\r\sin \varphi \end{pmatrix}}=r\,{\vec {e}}_{r}}.
Ist der Ortsvektor abhängig von der Zeit, so müssen die Variablen {\displaystyle r} und {\displaystyle \varphi } und damit auch die lokalen Basisvektoren abgeleitet werden:
{\displaystyle {\dot {{\vec {e}}_{r}}}={\begin{pmatrix}-\sin \varphi \\\cos \varphi \end{pmatrix}}\,{\dot {\varphi }}={\dot {\varphi }}\,{\vec {e}}_{\varphi }}.
Mit der Produktregel ergibt sich somit für den Geschwindigkeitsvektor {\displaystyle {\dot {\vec {r}}}}:
{\displaystyle {\dot {\vec {r}}}={\dot {r}}\,{\vec {e}}_{r}+r\,{\dot {{\vec {e}}_{r}}}={\dot {r}}\,{\vec {e}}_{r}+r\,{\dot {\varphi }}\,{\vec {e}}_{\varphi }}.
Eine entsprechende Rechnung führt für die Beschleunigung {\displaystyle {\ddot {\vec {r}}}} zu dem Ergebnis
{\displaystyle {\ddot {\vec {r}}}=({\ddot {r}}-r{\dot {\varphi }}^{2})\,{\vec {e}}_{r}+(2{\dot {r}}{\dot {\varphi }}+r{\ddot {\varphi }})\,{\vec {e}}_{\varphi }.}

## Räumliche Polarkoordinaten: Zylinder-, Kegel- und Kugelkoordinaten

### Zylinderkoordinaten

Zylinderkoordinaten

Zylinderkoordinaten oder zylindrische Koordinaten sind im Wesentlichen ebene Polarkoordinaten, die um eine dritte Koordinate ergänzt sind.
Diese dritte Koordinate beschreibt die Höhe eines Punktes senkrecht über (oder unter) der Ebene des Polarkoordinatensystems und wird im Allgemeinen mit {\displaystyle z} bezeichnet. Die Koordinate {\displaystyle \mathbf {\rho } } beschreibt jetzt nicht mehr den Abstand eines Punktes vom Koordinatenursprung, sondern von der {\displaystyle z}-Achse.

#### Umrechnung zwischen Zylinderkoordinaten und kartesischen Koordinaten
Wenn man ein kartesisches Koordinatensystem so ausrichtet, dass die {\displaystyle z}-Achsen zusammenfallen, die {\displaystyle x}-Achse in Richtung {\displaystyle \varphi =0} zeigt und der Winkel {\displaystyle \varphi } von der {\displaystyle x}-Achse zur {\displaystyle y}-Achse wächst (rechtsgerichtet ist), dann ergeben sich die folgenden Umrechnungsformeln:
{\displaystyle x=\rho \,\cos \varphi }
{\displaystyle y=\rho \,\sin \varphi }
{\displaystyle z=z}
Für die Umrechnung von kartesischen Koordinaten in Zylinderkoordinaten ergeben sich für {\displaystyle \rho } und {\displaystyle \varphi } die gleichen Formeln wie bei den Polarkoordinaten.
Für Punkte auf der z-Achse gibt es keine eindeutige Koordinatendarstellung: hier ist {\displaystyle \rho =0}, aber {\displaystyle \varphi } beliebig.

#### Koordinatenlinien und Koordinatenflächen
Für die Koordinatentransformation als Vektorgleichung mit dem Ortsvektor {\displaystyle {\vec {r}}}
{\displaystyle {\vec {r}}={\begin{pmatrix}x\\y\\z\end{pmatrix}}={\begin{pmatrix}\rho \cos \varphi \\\rho \sin \varphi \\z\end{pmatrix}}}
ergeben sich für einen Punkt
- die Koordinatenlinien, indem man jeweils zwei der drei Koordinaten fest lässt und die dritte den Kurvenparameter darstellt
- die Koordinatenflächen, indem man eine der drei Koordinaten fest lässt und die beiden anderen die Fläche parametrisieren.

Jeweils zwei Koordinatenflächen schneiden sich in einer Koordinatenlinie. Koordinatenlinien und Koordinatenflächen dienen dazu, die lokalen Basisvektoren (siehe unten) zu berechnen. 
Durch den Punkt {\displaystyle (\rho _{0}\mid \varphi _{0}\mid z_{0})} mit {\displaystyle (\rho _{0}\neq 0)} verlaufen drei Koordinatenlinien. Es handelt sich dabei
- für {\displaystyle \rho } als Kurvenparameter um eine Halbgerade, die im Punkt {\displaystyle (0,0,z_{0})} beginnt und senkrecht zur z-Achse verläuft
- für {\displaystyle \varphi } als Kurvenparameter um einen Kreis senkrecht zur z-Achse mit dem Mittelpunkt {\displaystyle (0,0,z_{0})} und Radius {\displaystyle \rho _{0}}
- für {\displaystyle z} als Kurvenparameter um eine Gerade parallel zur z-Achse.

Als Koordinatenflächen durch den Punkt {\displaystyle (\rho _{0}\mid \varphi _{0}\mid z_{0})} mit {\displaystyle (\rho _{0}\neq 0)} ergeben sich
- für konstanten Radius {\displaystyle \rho _{0}} eine Zylinderfläche mit der z-Achse als Zylinderachse
- für festen Winkel {\displaystyle \varphi } eine Halbebene mit der z-Achse als Rand
- für konstanten Wert von {\displaystyle z_{0}} eine Ebene senkrecht zur z-Achse.

#### Lokale Basisvektoren und Orthogonalität
In geradlinigen Koordinatensystemen gibt es eine Basis für den gesamten Vektorraum, in krummlinigen muss an jedem Punkt eine lokale Basis berechnet werden. Die lokalen Basisvektoren {\displaystyle \textstyle {\vec {b}}_{1}}, {\displaystyle \textstyle {\vec {b}}_{2}} und {\displaystyle \textstyle {\vec {b}}_{3}} an einem Punkt sind Tangentenvektoren an die Koordinatenlinien und ergeben sich aus deren Kurvengleichungen durch Ableitung nach dem Kurvenparameter. Zum selben Ergebnis gelangt man auch durch partielle Ableitung der Koordinatentransformation für den Ortsvektor {\displaystyle {\vec {r}}} nach den Koordinaten {\displaystyle \rho }, {\displaystyle \varphi } und {\displaystyle z}:
{\displaystyle {\vec {b}}_{1}={\frac {\partial {\vec {r}}}{\partial \rho }}={\begin{pmatrix}\cos \varphi \\\sin \varphi \\0\end{pmatrix}}\quad }, {\displaystyle \quad {\vec {b}}_{2}={\frac {\partial {\vec {r}}}{\partial \varphi }}={\begin{pmatrix}-\rho \sin \varphi \\\rho \cos \varphi \\0\end{pmatrix}}} und {\displaystyle \quad {\vec {b}}_{3}={\frac {\partial {\vec {r}}}{\partial z}}={\begin{pmatrix}0\\0\\1\end{pmatrix}}}.
Die Basisvektoren haben die Längen
{\displaystyle |{\vec {b}}_{1}|={\sqrt {{\vec {b}}_{1}{\vec {b}}_{1}}}=1\quad }, {\displaystyle \quad |{\vec {b}}_{2}|={\sqrt {{\vec {b}}_{2}{\vec {b}}_{2}}}=\rho }, {\displaystyle \quad |{\vec {b}}_{3}|={\sqrt {{\vec {b}}_{3}{\vec {b}}_{3}}}=1}
und sind zueinander orthogonal.
Eine Normierung ergibt die Einheitsvektoren:
{\displaystyle {\vec {e}}_{\rho }={\frac {\frac {\partial {\vec {r}}}{\partial \rho }}{\left|{\frac {\partial {\vec {r}}}{\partial \rho }}\right|}}={\begin{pmatrix}\cos \varphi \\\sin \varphi \\0\end{pmatrix}},\quad {\vec {e}}_{\varphi }={\frac {\frac {\partial {\vec {r}}}{\partial \varphi }}{\left|{\frac {\partial {\vec {r}}}{\partial \varphi }}\right|}}={\begin{pmatrix}-\sin \varphi \\\cos \varphi \\0\end{pmatrix}},\quad {\vec {e}}_{z}={\frac {\frac {\partial {\vec {r}}}{\partial z}}{\left|{\frac {\partial {\vec {r}}}{\partial z}}\right|}}={\begin{pmatrix}0\\0\\1\end{pmatrix}}.}
Die Basisvektoren {\displaystyle {\vec {e}}_{\rho }}, {\displaystyle {\vec {e}}_{\varphi }} und {\displaystyle {\vec {e}}_{z}} sind zueinander orthonormal und bilden in dieser Reihenfolge ein Rechtssystem.
In der Tensorrechnung werden die lokalen Basisvektoren, die tangential zu den Koordinatenlinien verlaufen, wegen ihres Verhaltens bei Koordinatentransformationen als kovariant bezeichnet. Die kontravarianten Basisvektoren stehen senkrecht auf den Koordinatenflächen.

#### Metrischer Tensor
Die Komponenten des kovarianten metrischen Tensors {\displaystyle g=(g_{ij})} sind die Skalarprodukte der kovarianten lokalen Basisvektoren:
{\displaystyle g_{ij}={\vec {b}}_{i}{\vec {b}}_{j}\quad (i,j\in \{1,2,3\})}.
Nach den vorangegangenen Rechnungen ist damit
{\displaystyle g={\begin{pmatrix}1&0&0\\0&\rho ^{2}&0\\0&0&1\end{pmatrix}}}.

#### Funktionaldeterminante
Die Hinzunahme der geradlinigen Koordinaten {\displaystyle z} hat keinen Einfluss auf die Funktionaldeterminante:
{\displaystyle \det {\frac {\partial (x,y,z)}{\partial (\rho ,\varphi ,z)}}={\begin{vmatrix}\cos \varphi &-\rho \sin \varphi &0\\\sin \varphi &\rho \cos \varphi &0\\0&0&1\end{vmatrix}}=\rho }
Folglich ergibt sich für das Volumenelement {\displaystyle \mathrm {d} V}:
{\displaystyle \mathrm {d} V=\rho \,\mathrm {d} \rho \,\mathrm {d} \varphi \,\mathrm {d} z}
Das entspricht auch der Quadratwurzel des Betrags der Determinante des metrischen Tensors, mit dessen Hilfe die Koordinatentransformation berechnet werden kann (siehe dazu Laplace-Beltrami-Operator).
{\displaystyle {\begin{pmatrix}\mathrm {d} x\\\mathrm {d} y\\\mathrm {d} z\end{pmatrix}}={\begin{pmatrix}\cos \varphi &-\rho \sin \varphi &0\\\sin \varphi &\rho \cos \varphi &0\\0&0&1\end{pmatrix}}\cdot {\begin{pmatrix}\mathrm {d} \rho \\\mathrm {d} \varphi \\\mathrm {d} z\end{pmatrix}}}
{\displaystyle {\begin{pmatrix}\mathrm {d} \rho \\\mathrm {d} \varphi \\\mathrm {d} z\end{pmatrix}}={\begin{pmatrix}{\frac {x}{\sqrt {x^{2}+y^{2}}}}&{\frac {y}{\sqrt {x^{2}+y^{2}}}}&0\\{\frac {-y}{x^{2}+y^{2}}}&{\frac {x}{x^{2}+y^{2}}}&0\\0&0&1\end{pmatrix}}\cdot {\begin{pmatrix}\mathrm {d} x\\\mathrm {d} y\\\mathrm {d} z\end{pmatrix}}}

#### Vektoranalysis
Die folgenden Darstellungen des Nabla-Operators können in der gegebenen Form direkt auf skalare oder vektorwertige Felder in Zylinderkoordinaten angewendet werden. Man verfährt hierbei analog zur Vektoranalysis in kartesischen Koordinaten.

##### Gradient
Die Darstellung des Gradienten überträgt sich wie folgt von kartesischen in Zylinderkoordinaten:
{\displaystyle \nabla f={\frac {\partial f}{\partial \rho }}{\vec {e}}_{\rho }+{\frac {1}{\rho }}{\frac {\partial f}{\partial \varphi }}{\vec {e}}_{\varphi }+{\frac {\partial f}{\partial z}}{\vec {e}}_{z}}

##### Divergenz
Bei der Divergenz kommen noch weitere Terme hinzu, die sich aus den Ableitungen der von {\displaystyle \rho }, {\displaystyle \varphi } und {\displaystyle z} abhängigen Einheitsvektoren ergeben:
{\displaystyle \nabla \cdot {\vec {A}}={\frac {1}{\rho }}{\frac {\partial }{\partial \rho }}(\rho A_{\rho })+{\frac {1}{\rho }}{\frac {\partial A_{\varphi }}{\partial \varphi }}+{\frac {\partial A_{z}}{\partial z}}}

##### Rotation
Die Darstellung der Rotation ist wie folgt:
{\displaystyle \nabla \times {\vec {A}}=\left({\frac {1}{\rho }}{\frac {\partial A_{z}}{\partial \varphi }}-{\frac {\partial A_{\varphi }}{\partial z}}\right){\vec {e}}_{\rho }+\left({\frac {\partial A_{\rho }}{\partial z}}-{\frac {\partial A_{z}}{\partial \rho }}\right){\vec {e}}_{\varphi }+{\frac {1}{\rho }}\left({\frac {\partial }{\partial \rho }}(\rho A_{\varphi })-{\frac {\partial A_{\rho }}{\partial \varphi }}\right){\vec {e}}_{z}}

#### Ortsvektor, Geschwindigkeit und Beschleunigung in Zylinderkoordinaten
Mit den lokalen Basiseinheitsvektoren
{\displaystyle {\vec {e}}_{\rho }={\begin{pmatrix}\cos \varphi \\\sin \varphi \\0\end{pmatrix}}\quad }, {\displaystyle \quad {\vec {e}}_{\varphi }={\begin{pmatrix}-\sin \varphi \\\cos \varphi \\0\end{pmatrix}}\quad } und {\displaystyle \quad {\vec {e}}_{z}={\begin{pmatrix}0\\0\\1\end{pmatrix}}}
ergibt sich für den Ortsvektor {\displaystyle {\vec {r}}}:
{\displaystyle {\vec {r}}={\begin{pmatrix}x\\y\\z\end{pmatrix}}={\begin{pmatrix}\rho \cos \varphi \\\rho \sin \varphi \\z\end{pmatrix}}=\rho \,{\vec {e}}_{\rho }+z\,{\vec {e}}_{z}}.
Ist der Ortsvektor abhängig von der Zeit, so müssen die Variablen {\displaystyle \rho }, {\displaystyle \varphi } und {\displaystyle z} und damit auch die davon abhängigen lokalen Basisvektoren abgeleitet werden:
{\displaystyle {\dot {{\vec {e}}_{\rho }}}={\begin{pmatrix}-\sin \varphi \\\cos \varphi \\0\end{pmatrix}}\,{\dot {\varphi }}={\dot {\varphi }}\,{\vec {e}}_{\varphi }}.
Mit der Produktregel ergibt sich somit für den Geschwindigkeitsvektor {\displaystyle {\dot {\vec {r}}}}:
{\displaystyle {\dot {\vec {r}}}={\dot {\rho }}\,{\vec {e}}_{\rho }+\rho \,{\dot {{\vec {e}}_{\rho }}}+{\dot {z}}\,{\vec {e}}_{z}={\dot {\rho }}\,{\vec {e}}_{\rho }+\rho \,{\dot {\varphi }}\,{\vec {e}}_{\varphi }+{\dot {z}}\,{\vec {e}}_{z}}.
Eine entsprechende Rechnung führt für die Beschleunigung {\displaystyle {\ddot {\vec {r}}}} zu dem Ergebnis
{\displaystyle {\ddot {\vec {r}}}=({\ddot {\rho }}-\rho {\dot {\varphi }}^{2})\,{\vec {e}}_{\rho }+(2{\dot {\rho }}{\dot {\varphi }}+\rho {\ddot {\varphi }})\,{\vec {e}}_{\varphi }+{\ddot {z}}\,{\vec {e}}_{z}.}.

### Kegelkoordinaten (Koordinaten-Transformation)

#### Parameterdarstellung
Die Parameterdarstellung des Kegels kann man wie folgt beschreiben. Mit der Abbildung {\displaystyle {\overrightarrow {P}}} lassen sich die Kegelkoordinaten in kartesische Koordinaten umrechnen. Mit der Abbildung {\displaystyle {\overrightarrow {Q}}} lassen sich die kartesischen Koordinaten in Kegelkoordinaten umrechnen.
{\displaystyle {\overrightarrow {P}}(\gamma ,\varphi ,\chi )={\begin{pmatrix}x\\y\\z\end{pmatrix}}=\chi \cdot {\begin{pmatrix}\gamma \cos(\varphi )\\\gamma \sin(\varphi )\\1\end{pmatrix}}\quad \quad \quad {\overrightarrow {Q}}(x,y,z)={\begin{pmatrix}\gamma \\\varphi \\\chi \end{pmatrix}}={\begin{pmatrix}{\frac {1}{z}}{\sqrt {x^{2}+y^{2}}}\\\operatorname {arctan2} (x,y)\\z\end{pmatrix}}}
Umrechnung eines gegebenen Kegelsegments in Kegelkoordinaten

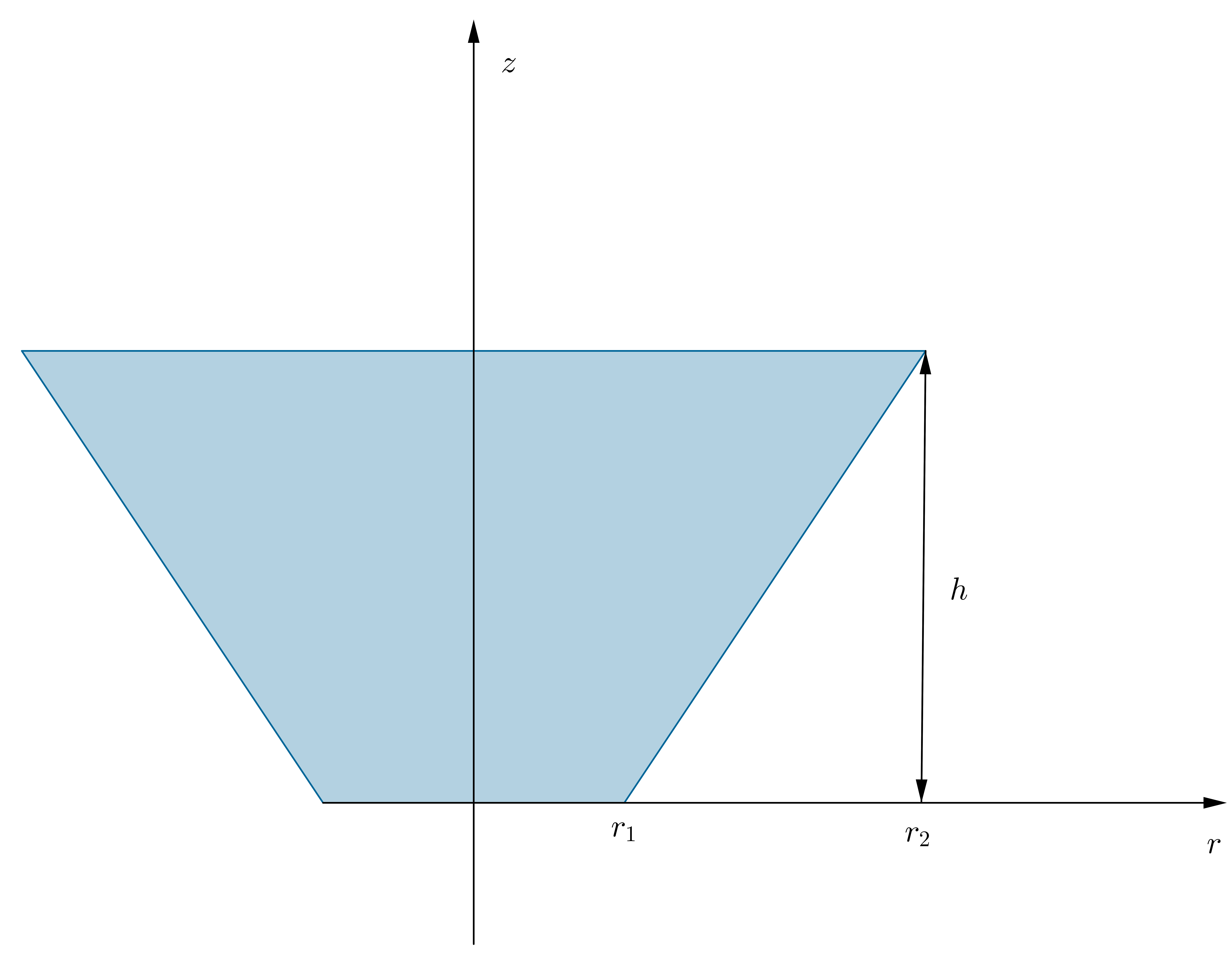
Kegelsegment mit Höhe h und den Radien r1 und r2

Die Parameter eines Kegelsegments seien gegeben durch (siehe nebenstehende Abbildung):
{\displaystyle r_{1}\leq r\leq r_{2}\quad \quad \quad 0\leq \varphi \leq 2\pi \quad \quad \quad h=z_{2}-z_{1}},
Dann lassen sich die Grenzen in Kegelparametern wie folgt ausdrücken:
{\displaystyle \gamma _{1}={\frac {r_{2}-r_{1}}{h}}\quad \quad \chi _{1}={\frac {r_{1}}{\gamma _{1}}}=h\cdot {\frac {r_{1}}{r_{2}-r_{1}}}\quad \quad \chi _{2}={\frac {r_{2}}{\gamma _{1}}}=h\cdot {\frac {r_{2}}{r_{2}-r_{1}}}}.
Die Parameter eines soliden Kegelsegmentes bewegen sich also im Bereich:
{\displaystyle 0\leq \gamma \leq \gamma _{1}\quad \quad \quad 0\leq \varphi \leq 2\pi \quad \quad \quad \chi _{1}\leq \chi \leq \chi _{2}}.
Für die entsprechende Mantelfläche dieses Kegelsegmentes gilt folgende Parameterdarstellung:
{\displaystyle \gamma =\gamma _{1}\quad \quad \quad 0\leq \varphi \leq 2\pi \quad \quad \quad \chi _{1}\leq \chi \leq \chi _{2}}.

#### Flächennormalenvektor
Der Flächennormalenvektor ist orthogonal zur Mantelfläche des Kegels. Er wird benötigt, um z. B. Flussberechnungen durch die Mantelfläche durchzuführen. Den Flächeninhalt der Mantelfläche lässt sich als Doppelintegral über die Norm des Flächennormalenvektors berechnen.
{\displaystyle {\overrightarrow {n}}={\frac {\partial {\overrightarrow {P}}}{\partial \varphi }}\times {\frac {\partial {\overrightarrow {P}}}{\partial \chi }}=\chi \gamma \cdot {\begin{pmatrix}\cos(\varphi )\\\sin(\varphi )\\-\gamma \end{pmatrix}}}

#### Einheitsvektoren der Kegelkoordinaten in kartesischen Komponenten
Die Einheitsvektoren in kartesischen Komponenten erhält man durch Normierung der Tangentenvektoren der Parametrisierung. Der Tangentenvektor ergibt sich durch die erste partielle Ableitung nach der jeweiligen Variablen. Diese drei Einheitsvektoren bilden eine Normalbasis. Es handelt sich hierbei nicht um eine Orthonormalbasis, da nicht alle Einheitsvektoren orthogonal zueinander sind.
{\displaystyle {\overrightarrow {e_{\gamma }}}={\frac {\partial _{\gamma }{\overrightarrow {P}}}{\left\|\partial _{\gamma }{\overrightarrow {P}}\right\|}}={\begin{pmatrix}\cos(\varphi )\\\sin(\varphi )\\0\end{pmatrix}}\quad \quad {\overrightarrow {e_{\varphi }}}={\frac {\partial _{\varphi }{\overrightarrow {P}}}{\left\|\partial _{\varphi }{\overrightarrow {P}}\right\|}}={\begin{pmatrix}-\sin(\varphi )\\\cos(\varphi )\\0\end{pmatrix}}}
{\displaystyle {\overrightarrow {e_{\chi }}}={\frac {\partial _{\chi }{\overrightarrow {P}}}{\left\|\partial _{\chi }{\overrightarrow {P}}\right\|}}={\frac {1}{\sqrt {1+\gamma ^{2}}}}{\begin{pmatrix}\gamma \cos(\varphi )\\\gamma \sin(\varphi )\\1\end{pmatrix}}}

#### Transformationsmatrizen

##### Jacobi-Matrix (Funktionalmatrix)
Die Funktionalmatrix und ihre Inverse werden benötigt, um später die partiellen Ableitungen zu transformieren.
{\displaystyle J_{f}={\frac {\partial \left(x,y,z\right)}{\partial \left(\gamma ,\varphi ,\chi \right)}}={\begin{pmatrix}\partial _{\gamma }x&\partial _{\varphi }x&\partial _{\chi }x\\\partial _{\gamma }y&\partial _{\varphi }y&\partial _{\chi }y\\\partial _{\gamma }z&\partial _{\varphi }z&\partial _{\chi }z\end{pmatrix}}={\begin{pmatrix}\chi \cos(\varphi )&-\chi \gamma \sin(\varphi )&\gamma \cos(\varphi )\\\chi \sin(\varphi )&\chi \gamma \cos(\varphi )&\gamma \sin(\varphi )\\0&0&1\end{pmatrix}}}
{\displaystyle J_{f}^{-1}={\frac {\partial \left(\gamma ,\varphi ,\chi \right)}{\partial \left(x,y,z\right)}}={\begin{pmatrix}\partial _{x}\gamma &\partial _{y}\gamma &\partial _{z}\gamma \\\partial _{x}\varphi &\partial _{y}\varphi &\partial _{z}\varphi \\\partial _{x}\chi &\partial _{y}\chi &\partial _{z}\chi \end{pmatrix}}={\begin{pmatrix}{\frac {\cos(\varphi )}{\chi }}&{\frac {\sin(\varphi )}{\chi }}&-{\frac {\gamma }{\chi }}\\-{\frac {\sin(\varphi )}{\chi \gamma }}&{\frac {\cos(\varphi )}{\chi \gamma }}&0\\0&0&1\end{pmatrix}}}

##### Transformationsmatrix S
Die Transformationsmatrix wird benötigt, um die Einheitsvektoren und Vektorfelder zu transformieren. Die Matrix setzt sich aus den Einheitsvektoren der Parametrisierung als Spaltenvektoren zusammen. Genaueres findet man unter dem Artikel Basiswechsel.
{\displaystyle S={\begin{pmatrix}{\overrightarrow {e_{\gamma }}}&{\overrightarrow {e_{\varphi }}}&{\overrightarrow {e_{\chi }}}\end{pmatrix}}={\begin{pmatrix}\cos(\varphi )&-\sin(\varphi )&{\frac {\gamma \cos(\varphi )}{\sqrt {1+\gamma ^{2}}}}\\\sin(\varphi )&\cos(\varphi )&{\frac {\gamma \sin(\varphi )}{\sqrt {1+\gamma ^{2}}}}\\0&0&{\frac {1}{\sqrt {1+\gamma ^{2}}}}\end{pmatrix}}\ ,\quad S^{-1}={\begin{pmatrix}\cos(\varphi )&\sin(\varphi )&-\gamma \\-\sin(\varphi )&\cos(\varphi )&0\\0&0&{\sqrt {1+\gamma ^{2}}}\end{pmatrix}}}

#### Transformation der partiellen Ableitungen
Die partiellen Ableitungen lassen sich mit der inversen Jacobi-Matrix transformieren.
{\displaystyle {\begin{pmatrix}{\frac {\partial }{\partial x}}&{\frac {\partial }{\partial y}}&{\frac {\partial }{\partial z}}\end{pmatrix}}^{T}=(J_{f}^{-1})^{T}\cdot {\begin{pmatrix}{\frac {\partial }{\partial \gamma }}&{\frac {\partial }{\partial \varphi }}&{\frac {\partial }{\partial \chi }}\end{pmatrix}}^{T}}
Als Ergebnis erhält man:
{\displaystyle {\frac {\partial }{\partial x}}={\frac {\cos(\varphi )}{\chi }}{\frac {\partial }{\partial \gamma }}-{\frac {\sin(\varphi )}{\gamma \chi }}{\frac {\partial }{\partial \varphi }}}
{\displaystyle {\frac {\partial }{\partial y}}={\frac {\sin(\varphi )}{\chi }}{\frac {\partial }{\partial \gamma }}+{\frac {\cos(\varphi )}{\gamma \chi }}{\frac {\partial }{\partial \varphi }}}
{\displaystyle {\frac {\partial }{\partial z}}={\frac {\partial }{\partial \chi }}-{\frac {\gamma }{\chi }}{\frac {\partial }{\partial \gamma }}}

#### Transformation der Einheitsvektoren
Die Einheitsvektoren lassen sich mit der inversen Transformationsmatrix transformieren.
{\displaystyle {\begin{pmatrix}{\overrightarrow {e_{x}}}&{\overrightarrow {e_{y}}}&{\overrightarrow {e_{z}}}\end{pmatrix}}={\begin{pmatrix}{\overrightarrow {e_{\gamma }}}&{\overrightarrow {e_{\varphi }}}&{\overrightarrow {e_{\chi }}}\end{pmatrix}}\cdot S^{-1}}
Als Ergebnis erhält man:
{\displaystyle {\overrightarrow {e_{x}}}=\cos(\varphi )\cdot {\overrightarrow {e_{\gamma }}}-\sin(\varphi )\cdot {\overrightarrow {e_{\varphi }}}}
{\displaystyle {\overrightarrow {e_{y}}}=\sin(\varphi )\cdot {\overrightarrow {e_{\gamma }}}+\cos(\varphi )\cdot {\overrightarrow {e_{\varphi }}}}
{\displaystyle {\overrightarrow {e_{z}}}={\sqrt {1+\gamma ^{2}}}\cdot {\overrightarrow {e_{\chi }}}-\gamma \cdot {\overrightarrow {e_{\gamma }}}}

#### Transformation von Vektorfeldern
Vektorfelder lassen sich durch Matrixmultiplikation mit der Transformationsmatrix transformieren.
{\displaystyle {\begin{pmatrix}F_{x}\\F_{y}\\F_{z}\end{pmatrix}}=S\cdot {\begin{pmatrix}F_{\gamma }\\F_{\varphi }\\F_{\chi }\end{pmatrix}}}
Als Ergebnis erhält man:
{\displaystyle F_{x}=\cos(\varphi )\cdot F_{\gamma }-\sin(\varphi )\cdot F_{\varphi }+{\frac {\gamma \cos(\varphi )}{\sqrt {1+\gamma ^{2}}}}\cdot F_{\chi }}
{\displaystyle F_{y}=\sin(\varphi )\cdot F_{\gamma }+\cos(\varphi )\cdot F_{\varphi }+{\frac {\gamma \sin(\varphi )}{\sqrt {1+\gamma ^{2}}}}\cdot F_{\chi }}
{\displaystyle F_{z}={\frac {1}{\sqrt {1+\gamma ^{2}}}}\cdot F_{\chi }}

#### Oberflächen- und Volumendifferential
Das Volumendifferential lässt sich über die Determinante der Jacobi-Matrix angeben. Dies bietet die Möglichkeit z. B. das Volumen eines Kegels per Dreifachintegral zu berechnen.
{\displaystyle dV=\det J_{f}\cdot d\gamma d\chi d\varphi =\chi ^{2}\gamma \cdot d\gamma d\chi d\varphi }
Das Oberflächendifferential lässt sich mit der Norm des Flächennormalenvektors angeben. Damit kann man z. B. per Doppelintegral den Flächeninhalt der Mantelfläche bestimmen.
{\displaystyle dA=\|{\overrightarrow {n}}\|\cdot d\chi d\varphi =\chi \gamma {\sqrt {1+\gamma ^{2}}}\cdot d\chi d\varphi \quad {\text{wobei}}\quad \gamma ={\text{const.}}}

#### Transformierte Vektor-Differentialoperatoren

##### Nabla-Operator
Eine Darstellung des Nabla-Operators in Kegelkoordinaten erhält man, indem man die transformierten Einheitsvektoren und partielle Ableitungen in den kartesischen Nabla-Operator einsetzt:
{\displaystyle \nabla =\left({\frac {1+\gamma ^{2}}{\chi }}{\frac {\partial }{\partial \gamma }}-\gamma {\frac {\partial }{\partial \chi }}\right)\cdot {\overrightarrow {e_{\gamma }}}+\left({\frac {1}{\gamma \chi }}{\frac {\partial }{\partial \varphi }}\right)\cdot {\overrightarrow {e_{\varphi }}}+{\sqrt {1+\gamma ^{2}}}\left({\frac {\partial }{\partial \chi }}-{\frac {\gamma }{\chi }}{\frac {\partial }{\partial \gamma }}\right)\cdot {\overrightarrow {e_{\chi }}}}

##### Gradient
Den Gradienten in Kegelkoordinaten erhält man, indem man den transformieren Nabla-Operator auf ein Skalarfeld in Kegelkoordinaten anwendet.
{\displaystyle \operatorname {grad} \phi =\nabla \phi =\left({\frac {1+\gamma ^{2}}{\chi }}{\frac {\partial \phi }{\partial \gamma }}-\gamma {\frac {\partial \phi }{\partial \chi }}\right)\cdot {\overrightarrow {e_{\gamma }}}+\left({\frac {1}{\gamma \chi }}{\frac {\partial \phi }{\partial \varphi }}\right)\cdot {\overrightarrow {e_{\varphi }}}+{\sqrt {1+\gamma ^{2}}}\left({\frac {\partial \phi }{\partial \chi }}-{\frac {\gamma }{\chi }}{\frac {\partial \phi }{\partial \gamma }}\right)\cdot {\overrightarrow {e_{\chi }}}}

##### Divergenz
Den Operator für die Divergenz eines Vektorfeldes erhält man, indem man den Nabla-Operator auf das Vektorfeld in Kegelkoordinaten anwendet:
{\displaystyle \operatorname {div} {\overrightarrow {F}}=\nabla \cdot {\overrightarrow {F}}={\frac {1}{\gamma \chi }}\cdot \left({\frac {\partial \left(F_{\gamma }\cdot \gamma \right)}{\partial \gamma }}+{\frac {\partial F_{\varphi }}{\partial \varphi }}\right)+{\frac {1}{\chi ^{2}{\sqrt {1+\gamma ^{2}}}}}{\frac {\partial \left(F_{\chi }\cdot \chi ^{2}\right)}{\partial \chi }}}

##### Laplace-Operator
Der Laplace-Operator {\displaystyle \Delta } ist die Divergenz eines Gradienten. In Kegelkoordinaten ergibt dies den folgenden Operator:
{\displaystyle \Delta \phi =\operatorname {div} (\operatorname {grad} \phi )=\left({\frac {1+\gamma ^{2}}{\chi ^{2}}}\right){\frac {\partial ^{2}\phi }{\partial \gamma ^{2}}}+\left({\frac {1+2\gamma ^{2}}{\gamma \chi ^{2}}}\right){\frac {\partial \phi }{\partial \gamma }}+\left({\frac {1}{\gamma \chi }}\right)^{2}{\frac {\partial ^{2}\phi }{\partial \varphi ^{2}}}+{\frac {\partial ^{2}\phi }{\partial \chi ^{2}}}-\left({\frac {2\gamma }{\chi }}\right){\frac {\partial ^{2}\phi }{\partial \gamma \partial \chi }}}

##### Rotation
Die Rotation eines Vektorfeldes lässt sich als Kreuzprodukt des Nabla-Operators mit den Elementen des Vektorfelds auffassen:
{\displaystyle \operatorname {rot} {\overrightarrow {F}}=\nabla \times {\overrightarrow {F}}}
{\displaystyle \qquad \quad =\left({\frac {\sqrt {1+\gamma ^{2}}}{\gamma \chi }}{\frac {\partial F_{\chi }}{\partial \varphi }}+{\frac {1}{\chi }}{\frac {\partial F_{\gamma }}{\partial \varphi }}-{\frac {1}{\chi }}{\frac {\partial \left(F_{\varphi }\cdot \chi \right)}{\partial \chi }}\right){\overrightarrow {e_{\gamma }}}}
{\displaystyle \qquad \quad +\left({\frac {\partial F_{\gamma }}{\partial \chi }}+{\frac {\gamma }{\sqrt {1+\gamma ^{2}}}}{\frac {\partial F_{\chi }}{\partial \chi }}-{\frac {\gamma }{\chi }}{\frac {\partial F_{\gamma }}{\partial \gamma }}-{\frac {\sqrt {1+\gamma ^{2}}}{\chi }}{\frac {\partial F_{\chi }}{\partial \gamma }}\right){\overrightarrow {e_{\varphi }}}}
{\displaystyle \qquad \quad +\left({\frac {\sqrt {1+\gamma ^{2}}}{\chi \gamma }}{\frac {\partial (\gamma F_{\varphi })}{\partial \gamma }}-{\frac {\sqrt {\gamma ^{2}+1}}{\chi \gamma }}{\frac {\partial F_{\gamma }}{\partial \varphi }}-{\frac {1}{\chi }}{\frac {\partial F_{\chi }}{\partial \varphi }}\right){\overrightarrow {e_{\chi }}}}

### Kugelkoordinaten

Kugelkoordinaten

Kugelkoordinaten sind im Wesentlichen ebene Polarkoordinaten, die um eine dritte Koordinate ergänzt sind.
Dies geschieht, indem man einen Winkel {\displaystyle \theta \in [0,\pi ]} für die dritte Achse spezifiziert.
Diese dritte Koordinate beschreibt den Winkel zwischen dem Vektor {\displaystyle {\vec {r}}} zum Punkt {\displaystyle P} und der {\displaystyle z}-Achse. {\displaystyle \theta } ist genau dann null, wenn {\displaystyle P} in der {\displaystyle z}-Achse liegt.

## n-dimensionale Polarkoordinaten
Es lässt sich auch eine Verallgemeinerung der Polarkoordinaten mit {\displaystyle n\geq 3} für einen {\displaystyle n}-dimensionalen Raum mit kartesischen Koordinaten {\displaystyle x_{i}\in \mathbb {R} } für {\displaystyle i=1,\dotsc ,n} angeben. Dazu führt man für jede neue Dimension (induktiver Aufbau über selbige) einen weiteren Winkel {\displaystyle \vartheta _{n-2}\in [0,\pi ]} ein, der den Winkel zwischen dem Vektor {\displaystyle x\in \mathbb {R} ^{n}} und der neuen, positiven Koordinatenachse für {\displaystyle x_{n}} angibt. Mit demselben Vorgehen kann in konsistenter Weise die Winkelkoordinate des 2-dimensionalen Raumes mittels {\displaystyle \varphi =\vartheta _{0}\in [0,\pi ]} induktiv aus dem Zahlenstrahl konstruiert werden, sofern für die radiale Koordinate auch negative Werte, also somit ganz {\displaystyle \mathbb {R} }, zugelassen wären.

### Umrechnung in kartesische Koordinaten
Eine Umrechnungsvorschrift von diesen Koordinaten in kartesische Koordinaten wäre dann:
{\displaystyle {\begin{array}{lcr}x_{1}&=&r\ \cos \varphi \ \sin \vartheta _{1}\ \sin \vartheta _{2}\ \cdots \ \sin \vartheta _{n-3}\ \sin \vartheta _{n-2}\\x_{2}&=&r\ \sin \varphi \ \sin \vartheta _{1}\ \sin \vartheta _{2}\ \cdots \ \sin \vartheta _{n-3}\ \sin \vartheta _{n-2}\\x_{3}&=&r\ \cos \vartheta _{1}\ \sin \vartheta _{2}\ \cdots \ \sin \vartheta _{n-3}\ \sin \vartheta _{n-2}\\x_{4}&=&r\ \cos \vartheta _{2}\ \cdots \ \sin \vartheta _{n-3}\ \sin \vartheta _{n-2}\\\vdots &\vdots &\vdots \qquad \qquad \qquad \quad \\x_{n-1}&=&r\ \cos \vartheta _{n-3}\ \sin \vartheta _{n-2}\\x_{n}&=&r\ \cos \vartheta _{n-2}\end{array}}}
Wie man nachweisen kann, gehen diese Polarkoordinaten für den Fall {\displaystyle n=2} in die gewöhnlichen Polarkoordinaten und für {\displaystyle n=3} in die Kugelkoordinaten über.

### Funktionaldeterminante
Die Funktionaldeterminante der Transformation von Kugelkoordinaten in kartesische Koordinaten beträgt:
{\displaystyle \det {\frac {\partial (x_{1},\dotsc ,x_{n})}{\partial (r,\vartheta _{1},\dotsc ,\vartheta _{n-2},\varphi )}}=r^{n-1}\sin \vartheta _{1}\left(\sin \vartheta _{2}\right)^{2}\dotsm \left(\sin \vartheta _{n-2}\right)^{n-2}}
Damit beträgt das {\displaystyle n}-dimensionale Volumenelement:
{\displaystyle {\begin{matrix}\mathrm {d} V&=&r^{n-1}\sin \vartheta _{1}\left(\sin \vartheta _{2}\right)^{2}\dotsm \left(\sin \vartheta _{n-2}\right)^{n-2}\mathrm {d} r\ \mathrm {d} \varphi \ \mathrm {d} \vartheta _{1}\dotsm \mathrm {d} \vartheta _{n-2}\\&=&r^{n-1}\ \mathrm {d} r\ \mathrm {d} \varphi \ \prod \limits _{j=1}^{n-2}(\sin \vartheta _{j})^{j}\ \mathrm {d} \vartheta _{j}\end{matrix}}.}
Anmerkung: {\displaystyle n}-dimensionale Zylinderkoordinaten sind einfach ein Produkt / eine Zusammensetzung {\displaystyle k}-dimensionaler Kugelkoordinaten und {\displaystyle (n-k)}-dimensionaler kartesischer Koordinaten mit {\displaystyle k\geq 2} und {\displaystyle n-k\geq 1}.